# Mario Clash
Mario Clash es un videojuego de plataformas para Virtual Boy producido por Nintendo en 1995.

## Argumento
La "Torre de Choque" ha sido invadida por algunos tipos malos, y ahora Mario y su hermano Luigi deberán limpiarla. Con este simple argumento, explicado en una introducción corta pero bastante agradable, empieza la segunda incursión de Mario en la Virtual Boy, después de Mario's Tennis.

## Características
El Mario Clash es un 3D remake del clásico Mario Bros. Esta vez no será sólo un escenario, ahora hay un segundo escenario al fondo, ambos se conectan por tubos. La meta será derrotar a todos los enemigos del nivel. 
En cuanto a gráficos está a un nivel alto y ofrece unos efectos 3D sencillos pero frescos. Los sprites y las animaciones de Mario y los enemigos son buenas y cumplen su cometido. Desgraciadamente, los niveles son muy similares entre sí y no se distinguen lo suficiente del resto.

## Prototipo
Se llamó anteriormente Mario Bros VB, y tenía ciertas similitudes con el juego original, salvo que ahora usaba la realidad virtual. Apareció en el Nintendo Space World de 1994. En el E3 1995 fue renombrado como VB Mario Land, y ahora era un juego de plataformas. La historia no es bastante cierta, aunque probablemente Mario iba a luchar contra Wario. Contenía un minijuego de Mario Bros. Sin embargo, decidieron convertirlo en Mario Clash.
- Datos: Q2215664